# Epidemische veeziekten
Epidemische veeziekten zijn veeziekten die in staat zijn een groot deel van de veestapel in het dichtbevolkte (met vee) gebied ziek te maken of te doden.
Vaak kost het bestrijden van de ziekte meer dierenlevens dan de ziekte zelf.

## Vervoersverbod
Bij de eerste tekenen wordt vaak een vervoersverbod afgekondigd. Hoe meer de beesten nationaal en internationaal vervoerd worden, des te meer kans lopen ze de kans besmet te worden. Dit vervoersverbod geeft vooral problemen voor de vleessector; omdat de stallen overvol raken.

## Vaccineren
Exportlanden zoals Nederland is er veel aan gelegen om bekend te staan als ziektevrij. Door de gehele veestapel in te enten, kan men de goede naam kwijtraken. Daarom waren er allemaal vaccinatieverboden door de EU uitgevaardigd. Sommige, zoals MKZ zijn recent wat minder streng geworden.

## Ruimen
In een afgesproken straal rondom een besmet bedrijf worden bij het ruimen alle vatbare dieren gedood. Dit wordt meestal gedaan met gas.

## Anders
Na de epidemieën van de laatste twintig jaar is de belangstelling voor biologische veeteelt toegenomen.
Het is plausibel, maar niet bewezen dat dit minder problemen zal geven. Wel is bekend dat bij de biologische pluimveehouderij een grotere kans bestaat op de vogelgriep, omdat overvliegende vogels deze ziekte met zich mee dragen en uit scheiden.

## Recht van klauwengang en stoppelweide
Als beleidsmaatregel tegen het verspreiden van veeziektes werd bij wet van 4 december 1961 het recht van klauwengang en stoppelweide afgeschaft in België.

## Overzicht
| Ziekte      | Kwetsbare dieren                                 | Synoniem                     | Ziekteverwekker         | Epidemieën      | Vaccinatie                                                           | Gevaar voor mensen of vee                                                                                                   | Besmetting                                                                                    | Maatregelen                                                                     |
| ----------- | ------------------------------------------------ | ---------------------------- | ----------------------- | --------------- | -------------------------------------------------------------------- | --- | --------------------------------------------------------------------------------------------- | ------------------------------------------------------------------------------- |
| BSE         | Runderen, schapen                                | gekke koeien-ziekte, scrapie | Prionen                 | 1994-2009       | neen                                                                 | Mensen krijgen na consumeren van (het zenuw-stelsel van) een besmet dier VCJD, net als dieren                               | Slachtafval door het veevoer                                                                  | Ruimen aangetaste kudde; verbod verwerking slachtafval in veevoer.              |
| Vogelpest   | Kippen                                           | Vogelgriep                   | Griep-virus A           | , 2006, 2011    | sinds 2006; vooral hobbydieren                                       | Mensen kunnen door mutatie een nieuw type influenza krijgen dat gevaarlijk kan zijn verder gevaarlijk voor Hoender-achtigen | Door de lucht;                                                                                | Ophokplicht, vaccineren, ruimen                                                 |
| MKZ         | Evenhoevigen (runderen, schapen,geiten, varkens) | tongblaar                    | Aphthovirus (RNA-virus) | 1911; 1961;2001 | 1940-1991; vanaf 1991 verboden, sedert 2003 toegestaan bij uitbraak; | Mensen en de meeste dieren lopen geen gevaar; varkens wel                                                                   | direct contact en via contact met wagens, stallen enz                                         | Tot nu toe vervoers-verbod en ruimen; toekomst minder ruimen en meer vaccineren |
| Varkenspest | varkens                                          | xx                           | 2 virussen              | 1997-1998       | Om economische redenen wordt er niet gevaccineerd                    | vrijwel alleen voor varkens                                                                                                 | Binnen krijgen (door slikken, inademen of inseminatie) met besmet materiaal                   | vervoersverbod, ruimen                                                          |
| Q-koorts    | geiten                                           | xx                           | Coxiella burnetii       | 2007-2010       | In 2010 is er op grote schaal gevaccineerd                           | Mensen Q-koorts, soms chronische vorm net als bijna alle dieren                                                             | Besmetting door inhaleren of doorslikken van melk of stof van stallen, ruwe dierenhuiden enz. | Vaccineren van alle dieren.                                                     |